# Коронование Богоматери (картина Монако)
«Коронование Богоматери» (итал. Incoronazione della Vergine — Коронование Девы) — картина итальянского живописца Лоренцо Монако. Создана в 1414 годах. Хранится в коллекции Галереи Уффици во Флоренции.

## Описание
Изначально картина находилась в церкви Санта-Мария-дельи-Анджели флорентийского монастыря, принадлежавшего монахам-камальдулам.
На картине изображен эпизод Коронования Богоматери её сыном Иисусом Христом. Небесный свод изображает облака и полосы звезд разных оттенков драгоценного голубого цвета. Лоренцо Монако также был миниатюристом, и его мастерство особенно заметно в этой пределле. Поскольку это произведение дважды подвергалось слишком сильной очистке, на некоторых лицах персонажей проступила зелень грунтовки, которую художники наносили под телесные оттенки.

## Ссылка
- На Викискладе есть медиафайлы по теме Коронование Богоматери (картина Монако)